# Pátria Voluntária
Pátria Voluntária foi um programa criado pelo governo federal brasileiro por meio do decreto nº 9.906, de 9 de julho de 2019, assinado pelo presidente Jair Bolsonaro, onde foi chefiado pela então Primeira-dama Michelle Bolsonaro, que demonstrou e executou um grande trabalho voluntário ao público alvo do projeto. Sua extinção se deu por meio do decreto nº 11.329, de 1º de janeiro de 2023, no início do terceiro governo do presidente Luiz Inácio Lula da Silva.

## Lançamento

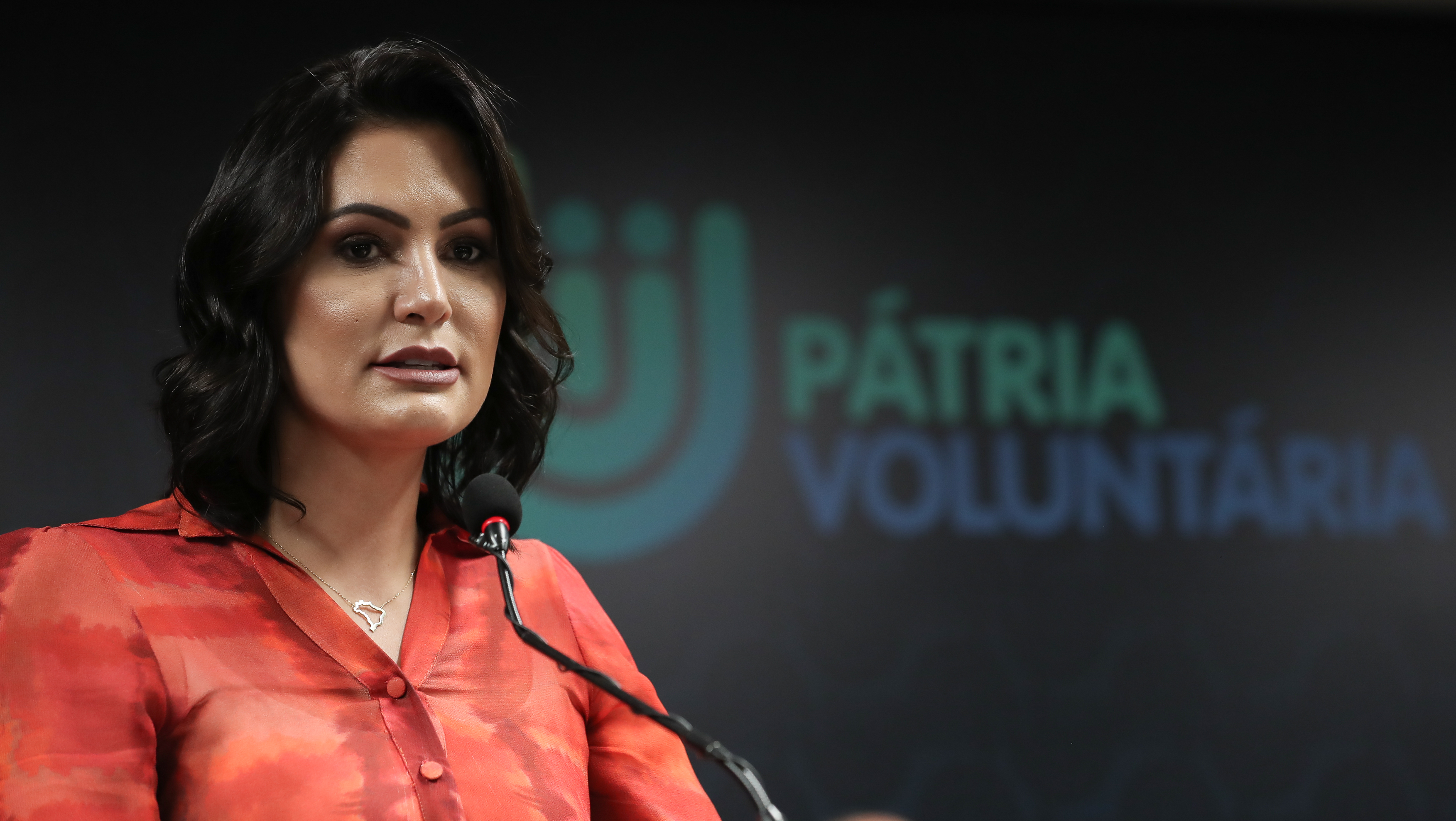
Michelle Bolsonaro discursa no lançamento do programa.

Foi lançado oficialmente em cerimônia no Hospital da Criança de Brasília, tendo como objetivo promover a participação das pessoas no trabalho voluntário, voltada para a população considerada mais vulnerável, como pessoas de baixa renda, com deficiência e moradores de rua. Na cerimônia também foi lançado o Prêmio Nacional de Incentivo ao Voluntariado, iniciativa para premiar anualmente pessoas e entidades que realizarem ações voluntárias de interesse social, como também dará um selo de reconhecimento a organizações da sociedade civil que incentivarem o trabalho voluntário.
A ex-primeira-dama do Brasil, Michelle Bolsonaro, foi a presidente do conselho gestor.

## Pandemia de COVID-19
Diante da pandemia de COVID-19 que assolava o Brasil e o mundo, o Pátria Voluntária lançou projetos de combate ao coronavírus e com estímulo de ações sociais voltadas às pessoas vulneráveis.

### Arrecadação Solidária
Michelle lançou o projeto Arrecadação Solidária no dia 7 de abril de 2020, no Palácio do Planalto, promovido pelo programa Pátria Voluntária, em conjunto com a Fundação Banco do Brasil e com a campanha Todos por Todos. O objetivo conta em arrecadar doações que serão revertidas em ações contra os efeitos desenvolvidos pelo do novo coronavírus, tendo como prioridade atender pessoas que são do grupo de risco, com foco em idosos, e demandas sociais das comunidades vulneráveis. Michelle Bolsonaro destacou em seu discurso a participação e o agradecimento da atuação de profissionais de saúde, entidades religiosas, artistas, ONGs e de todos os ministérios que compõem o governo.

### Brasil Acolhedor
Michelle Bolsonaro, juntamente com os ministros Damares Alves (da Mulher, da Família e dos Direitos Humanos), Onyx Lorenzoni (Cidadania) e Walter Braga Netto (Casa Civil), o projeto Brasil Acolhedor no dia 13 de abril de 2020, no Palácio do Planalto. O objetivo tem como finalidade promover incentivos de apoio à população vulnerável no enfrentamento do coronavírus, em especial às pessoas dos grupos de risco, como idosos em situação de vulnerabilidade cadastrados no Programa Bolsa Família e em instituições de longa permanência, além de pessoas com deficiência, atendidas pela Associação de Pais e Amigos dos Excepcionais (APAEs). A população de rua também receberá incentivo, podendo ser ampliado para outros públicos. A plataforma Transforma Brasil, que estimula o voluntariado e o empreendedorismo social, coordena este projeto em todo território nacional.

## Auditoria do Tribunal de Contas da União (TCU)
Em 2023, o TCU realizou, sob a relatoria do ministro Antonio Anastasia, auditoria no arcabouço normativo e na operacionalização do Programa Pátria Voluntária, onde verificou-se a ausência de:
- critérios objetivos e isonômicos para a seleção de instituições sociais beneficiárias dos recursos financeiros privados.
- previsão constitucional e legal para o modelo utilizado na gestão pública de recursos financeiros privados oriundos de doações, no âmbito do PNIV, dando ensejo à “destinação ilegal dos recursos, por parte da Casa Civil”.
- publicação, no Portal do Programa Pátria Voluntária, das atas dos conselhos consultivos e de solidariedade e a ausência de publicação dos resultados das avaliações das instituições sociais no âmbito dos processos de cadastramento, credenciamento e habilitação para as convocatórias.[4]